# Parafia Wniebowzięcia Najświętszej Maryi Panny w Wargocinie
Parafia Wniebowzięcia Najświętszej Marii Panny – parafia rzymskokatolicka w Wróblach-Wargocinie.
Parafia erygowana w XV w. Pierwszy drewniany kościół parafialny został postawiony w XV w. Kolejny z 1725, konsekrowany w 1745 r. przez biskupa Michała Kunickiego sufragana krakowskiego, spalił się podczas działań wojennych w 1914 r. Obecny kościół parafialny,  murowany, nie mający wyraźnych cech stylowych, został wybudowany w 1925. Parafia ma księgi metrykalne od 1814 r.
Do parafii należą wierni z miejscowości: Wróble-Wargocin i Tyrzyn.